# Kanton Salles-sur-l'Hers
Kanton Salles-sur-l'Hers (fr. Canton de Salles-sur-l'Hers) je francouzský kanton v departementu Aude v regionu Languedoc-Roussillon. Skládá se ze 14 obcí.

## Obce kantonu
- Baraigne
- Belflou
- Cumiès
- Fajac-la-Relenque
- Gourvieille
- La Louvière-Lauragais
- Marquein
- Mézerville
- Molleville
- Montauriol
- Payra-sur-l'Hers
- Sainte-Camelle
- Saint-Michel-de-Lanès
- Salles-sur-l'Hers